# Henrique de Barros Gomes
Henrique de Barros Gomes (né le 14 septembre 1843 à Lisbonne et mort le 15 novembre 1898 à Alcanhões) est un homme politique portugais, membre du Parti progressiste. Il est successivement député, gouverneur de la Banque du Portugal et ministre.